# جيمي وارنر
جيمي وارنر (بالإنجليزية: Jimmy Warner)‏ (15 أبريل 1865 في المملكة المتحدة - 7 نوفمبر 1943 ببيتسبرغ في المملكة المتحدة) هو لاعب كرة قدم إنجليزي وبريطاني (وحمل سابقاً جنسية المملكة المتحدة لبريطانيا العظمى وأيرلندا) في مركز حراسة المرمى. لعب مع أستون فيلا ومانشستر يونايتد ونادي والسول.